# 空中給油
空中給油（くうちゅうきゅうゆ、英語: aerial refueling）とは、飛行中の航空機に他の航空機から給油を行うこと。専門用語としては In-Flight Refueling (IFR) や Air-to-Air Refueling (AAR) と呼ばれる。軍事目的での飛行で行なわれることが多い。

## 概要
空中給油を行うことで、航空機の航続距離は増加し、敵地の奥深くまで進出できるようになる。また、離陸時の燃料搭載量を減らし、かわりに貨物や弾薬を増量して離陸することも可能になる。技術開発そのものは1920年代より着手されていたが、冒険的・実験的な試みに留まり、第2次世界大戦中に実戦投入されることはなかった。その後、戦略核兵器の投射手段として戦略爆撃機の航続距離延伸が重視されるようになったことや、ジェット機の台頭で燃料消費が激しくなったことを受けて、冷戦初期より実用化された。
燃料の移送方式としては、給油機が装備するブームを操作して受油機に接続するフライングブーム方式と、給油機から垂らした給油ホース先端のドローグに受油機のプローブを差し込んで接続するプローブアンドドローグ方式が主に用いられる。フライングブーム方式は時間あたりの給油量が多い一方で専用の空中給油機が必要になるのに対し、プローブアンドドローグ方式では戦闘機・攻撃機などでも空中給油ポッドを装備すれば給油機として転換できる。

## 開発に至る経緯
空中給油の試みは戦間期より着手され、1921年には、5ガロン入りのドラム缶を背負った飛行士が空中で飛行機から飛行機へと乗り移ってみせた。一方、アメリカ陸軍航空部隊のローウェル・スミス大尉たちはより実用的な空中給油装置を試作し、1923年6月27日、1機のデ・ハビランドDH-4Bからもう1機に対して鋼索で補強したホースを接続して、75ガロンの燃料を移送することに成功し、初の本格的空中給油となった。
スミス大尉たちはその後も実験を続け、8月27・28日には、14回の空中給油によって37時間15分の滞空を記録した。しかし同年11月、別のチームが行った空中給油で墜落・死亡事故が発生し、陸軍航空部隊での空中給油実験は数年間差し止められた。その後実験は再開され、1929年1月にはカール・スパーツらが、150時間46分の連続滞空における世界記録を樹立することもあった。しかし次第に、航続距離の延伸のためには冒険的な空中給油よりは機体性能の向上のほうが有効であると考えられるようになり、1930年代には、アメリカ軍での試みは断念された。イギリス空軍や民間航空での試みは継続されたものの、これらも第二次世界大戦の勃発によって棚上げされることになった。
大戦勃発後、アメリカ陸軍航空軍では、特に太平洋戦線を見据えて、空中給油による爆撃機の航続距離の延伸が志向されはじめた。B-24を空中給油機に改造してB-17に給油することで、航続距離を大幅に延伸することも検討されたが、既に製造ラインに余力がなく、実現しなかった。結局、大戦中には、戦闘部隊によるいかなる空中給油の試みも行われなかった。
冷戦初期において、戦略爆撃機は戦略核兵器の最重要の輸送手段であったが、当時の爆撃機は航続距離が短く、成立直後のアメリカ空軍では、戦略航空軍団（SAC）の爆撃機部隊をソビエト連邦の最深部にまで突入させるための空中給油機能の付加を最優先事項と捉えて、技術開発を進めていくことになった。一方、アメリカ海軍・海兵隊も並行するように空中給油技術の開発を進めていたが、こちらは戦術レベルでの運用に主眼をおいていた。すなわち、当時は艦上機のジェット機への代替が進んでいる時期であったが、従来のレシプロ機よりも燃料消費が激しかったことと、空中給油で補うことを前提に発艦時の搭載燃料を減らせば、その分だけ兵装搭載量を増大させられるというメリットが着目されたものであった。特にジェット化による燃料消費量の増大・飛行可能時間の短縮の問題は深刻で、1955年9月には、アメリカ海軍はすべてのジェット戦闘機に対して空中給油を受けるためのプローブの装着を指示した。また、元々は給油対象は固定翼機に限られていたが、ベトナム戦争中のアメリカ空軍では、戦闘捜索救難（CSAR）任務のため、ヘリコプターへの空中給油技術を開発した。

## 方法
黎明期から多くの方式が開発されてきたが、現在ではおおむねフライングブーム方式とプローブアンドドローグ方式の2つに収斂している。

### フライングブーム方式
給油機が、その尾部に設置されたブームを操作して、受油機の燃料口（リセプタクル）に接続し、給油を行う方式。ブームの操作は先端についた動翼によって空力的に行われる。もともと、新型のジェット爆撃機の燃料消費に対してプローブアンドドローグ方式では十分な給油量を確保できないと考えたアメリカ空軍の要請に応じてボーイング社が開発したという経緯もあって、他の方式と比べて、時間あたりの給油量は多い。また、受油機が給油機のブームが届く距離まで接近すれば、後は給油機側がブームを操作して燃料口に接続すればよいため、受油機側の操作が比較的平易であるという利点もある。一方、ブームの操作に熟練した人員が必要で、またヘリコプターに対する給油を行えないといった問題もある。
上記の開発経緯もあって、アメリカ空軍の固定翼機で標準的に採用されており、同軍と共通の機体を運用する各国軍でも導入されている。
採用例（特に記述がない機体はプローブアンドドローグ方式併用）
アメリカ空軍KC-135（フライングブームのみ）、イギリス空軍A330 MRTT、イタリア空軍KC-767、イスラエル空軍B-707（フライングブームのみ）、オランダ空軍A330 MRTT、オーストラリア空軍A330 MRTT、シンガポール空軍A330 MRTT、チリ空軍KC-135（フライングブームのみ）、トルコ空軍KC-135（フライングブームのみ）、フランス空軍A330 MRTT、韓国空軍A330 MRTT、航空自衛隊KC-767（フライングブームのみ）

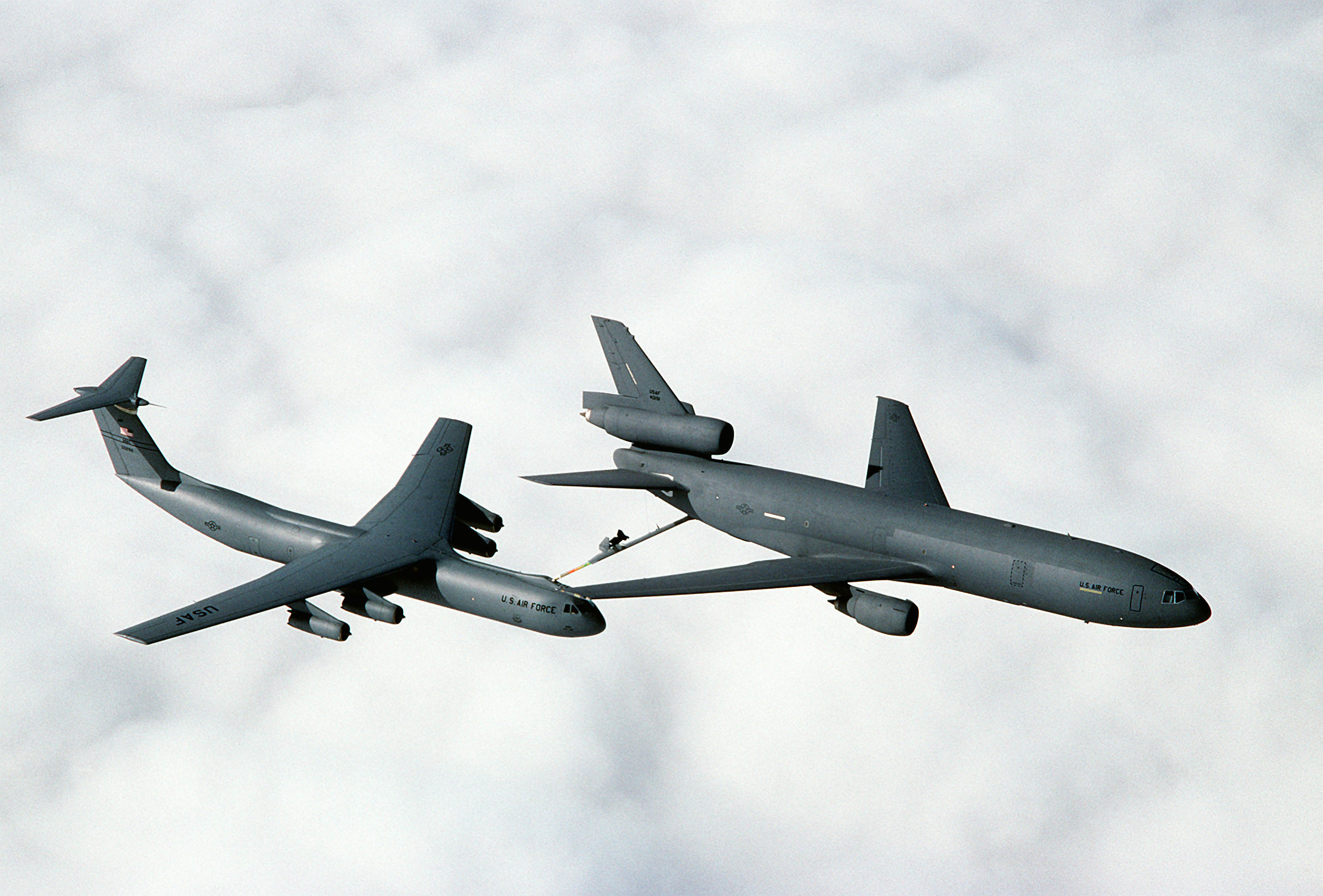
プローブアンドドローグ方式と異なり大型機への給油を得意とする
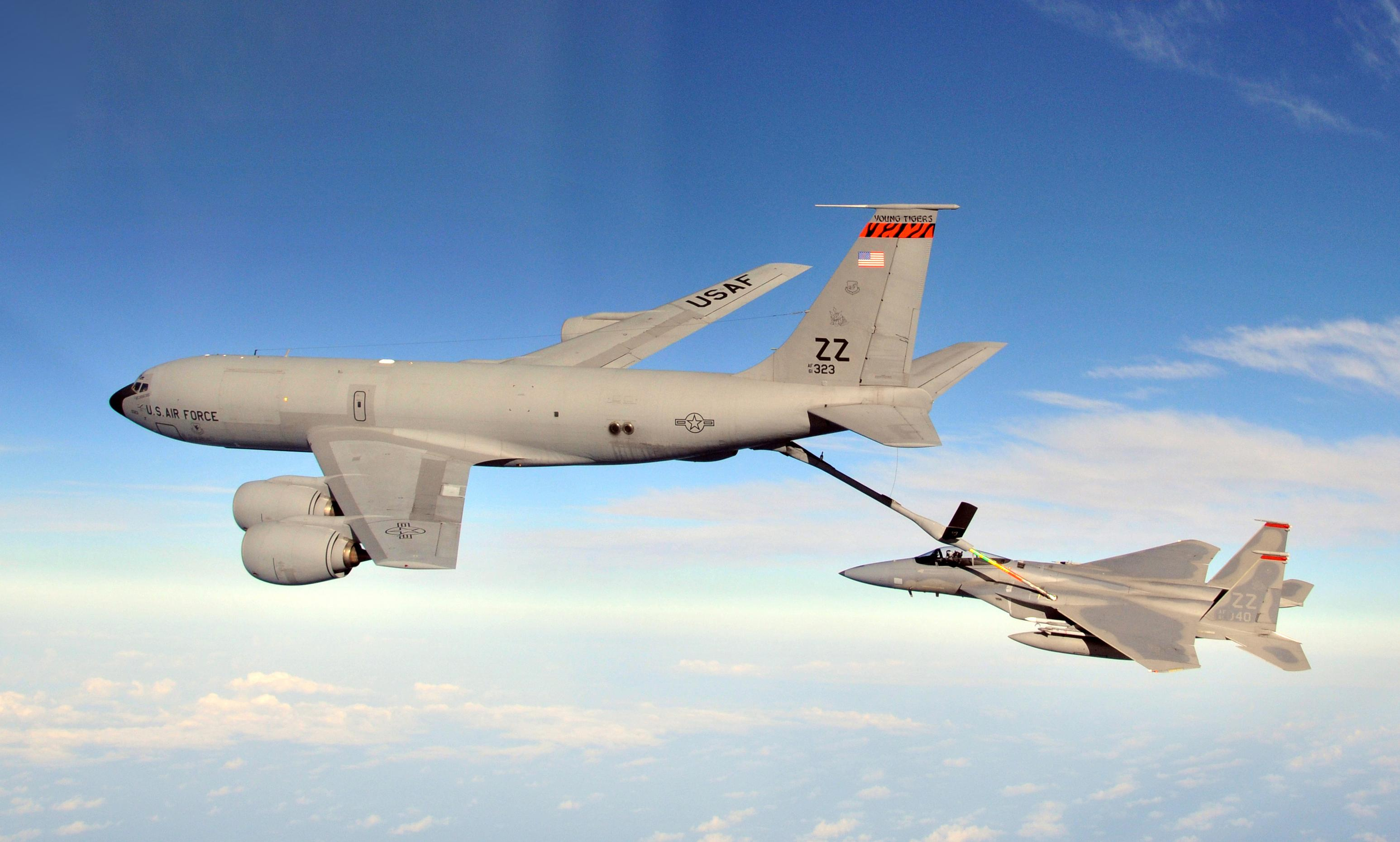
給油口が対応していれば小型軍用機へも給油が行える
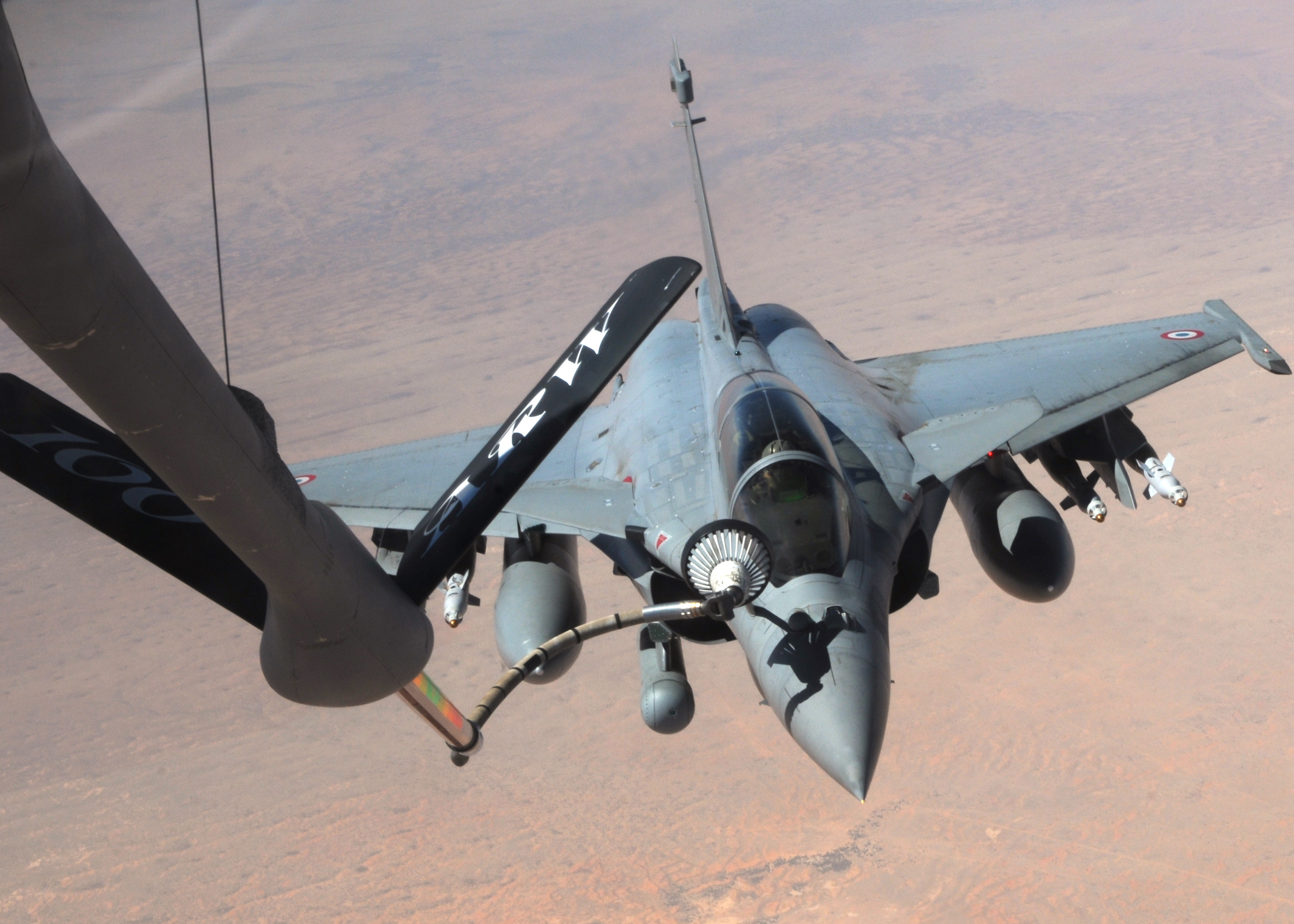
フライングブームの先端にドローグを設け、プローブアンドドローグ方式に転換した事例
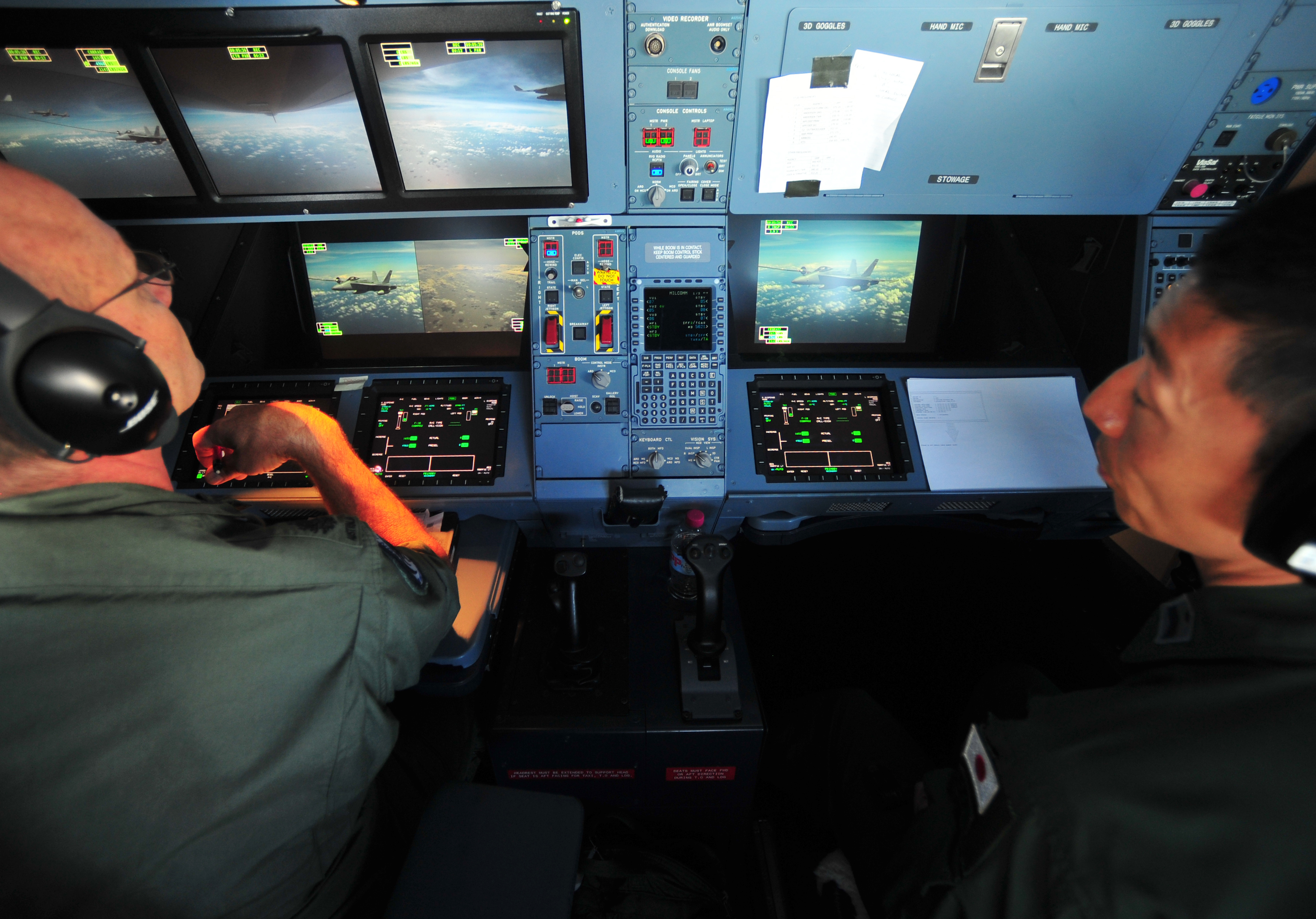
給油機内からブームを操作するオペレータ

### プローブアンドドローグ方式
給油機が給油ホースを垂らして飛行し、その先端に設置された漏斗状のバスケット（ドローグ）に対して、受油機に設置されたパイプ状の装置（プローブ）を挿し込んで、給油を受けるという方式である。戦間期、イギリス航空業界のパイオニアであるアラン・コブハムによって考案された。
この方式は、他の方式と比べて装置が比較的小規模かつ簡便で、また給油機側の操作要員が不要であることから、戦闘機・攻撃機などでも空中給油ポッドを装備すれば給油機として転換できる。一方、天候や気流の影響を受けやすく、また受油機側がドローグの位置にプローブをあわせる必要があるため、その実施にはある程度の機体操縦技術が求められるほか、時間あたりの給油量が比較的少ないというデメリットも指摘されている。アメリカ海軍で標準的に採用されており、同軍と共通の機体を運用する各国軍のほか、ヨーロッパ諸国で開発された機体でも広く採用された。また東側諸国でもこちらの方式が用いられている。
上記の通り、ベトナム戦争中のアメリカ空軍はヘリコプターに対する空中給油技術の開発に着手したものの、従来同軍が行っていたフライングブーム方式は機体上部にローターを備えるヘリコプターに対しては物理的に行い得ず、プローブアンドドローグ方式を用いることになった。またヘリコプターとの速度差のためにジェット機を母機とすることも難しく、1965年12月17日に行われた初の空中給油試験ではプロペラ機（ターボプロップエンジン搭載）である海兵隊のKC-130Fが母機として用いられ、これが曳航するドローグに対してCH-3Eヘリコプターに仮設されたダミーのプローブがコンタクトを成功させた。ヘリコプターは、揚力と推進力を同時にローターで賄うという飛行原理のため後方乱気流に対し脆弱であり、そのリスクを低減しつつ空中給油を行う手法が研究されていった。また低速で安定させるため、ドローグの大型化も図られた。
採用例
アルジェリア空軍il-78、アルゼンチン空軍KC-130、イタリア空軍KC-130、イスラエル空軍KC-130、インドネシア空軍KC-130、ウルグアイ空軍KC-130、カナダ空軍A310 MRTT、KC-130、クウェート空軍KC-130、シンガポール空軍KC-130、スウェーデン空軍KC-130、スペイン空軍A400M、ドイツ空軍KC-130、パキスタン空軍il-78、ハンガリー空軍KC-390、ブラジル空軍KC-390、A330MRTT、フランス空軍KC-130、ペルー空軍KC-130、ポルトガル空軍KC-390、マレーシア空軍KC-130、モロッコ空軍KC-130、中国空軍HY-6、航空自衛隊KC-130

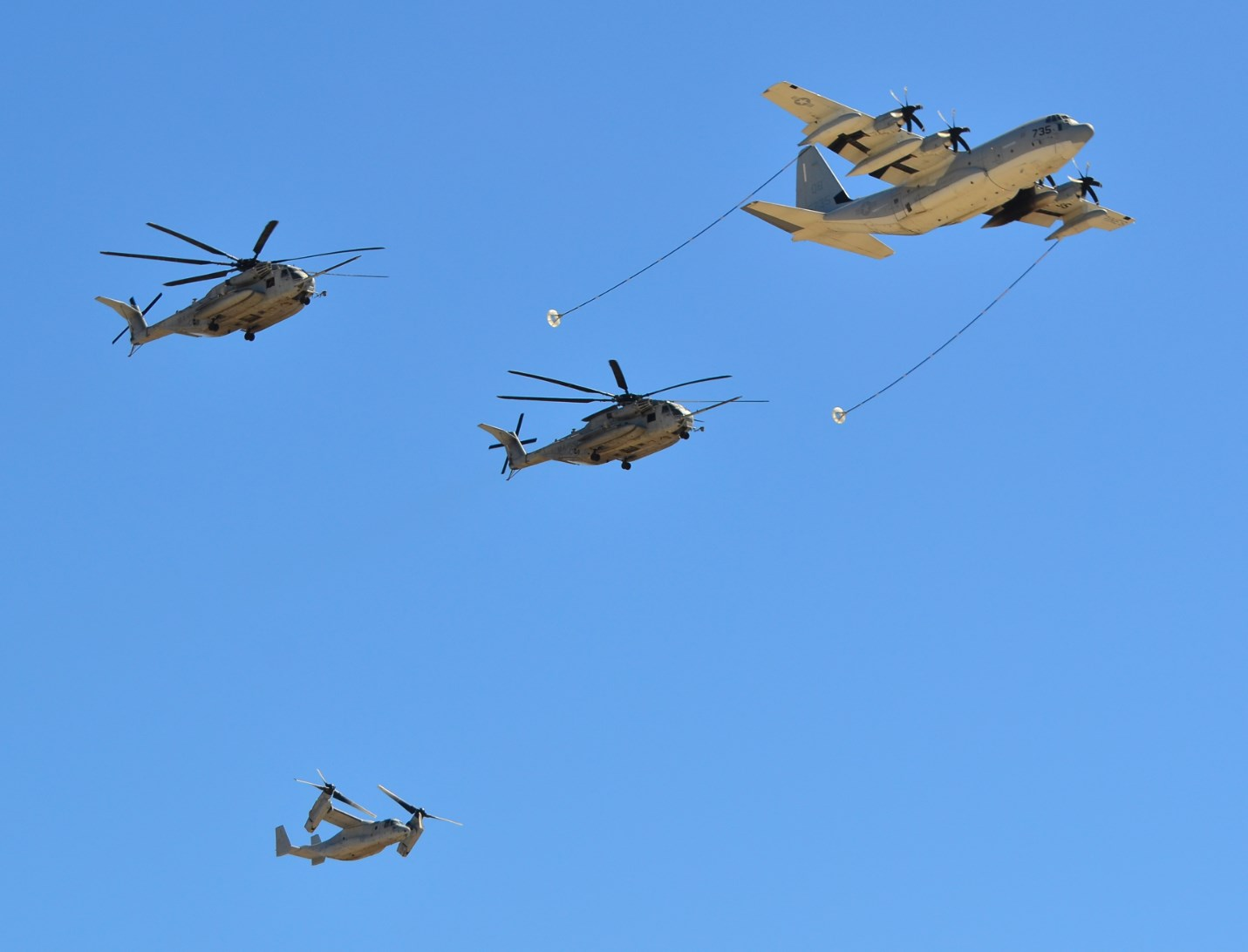
フライングブーム方式と異なり機体上部にローターを備えるヘリコプターに対して給油を行える。また複数の軍用機を同時に給油できる。
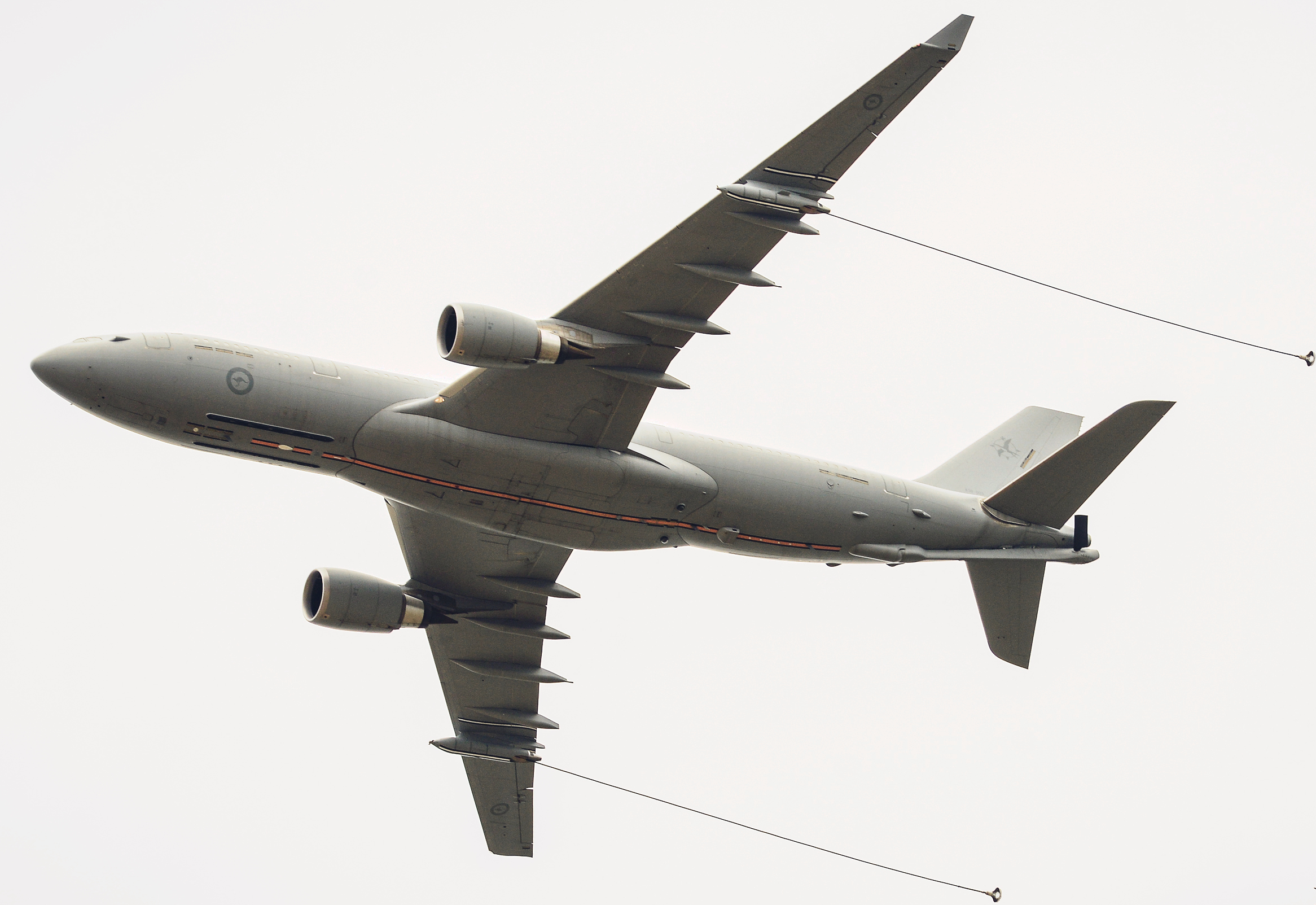
構造がフライングブーム方式より大型でないため大型軍用機においてはフライングブーム方式と併用できる
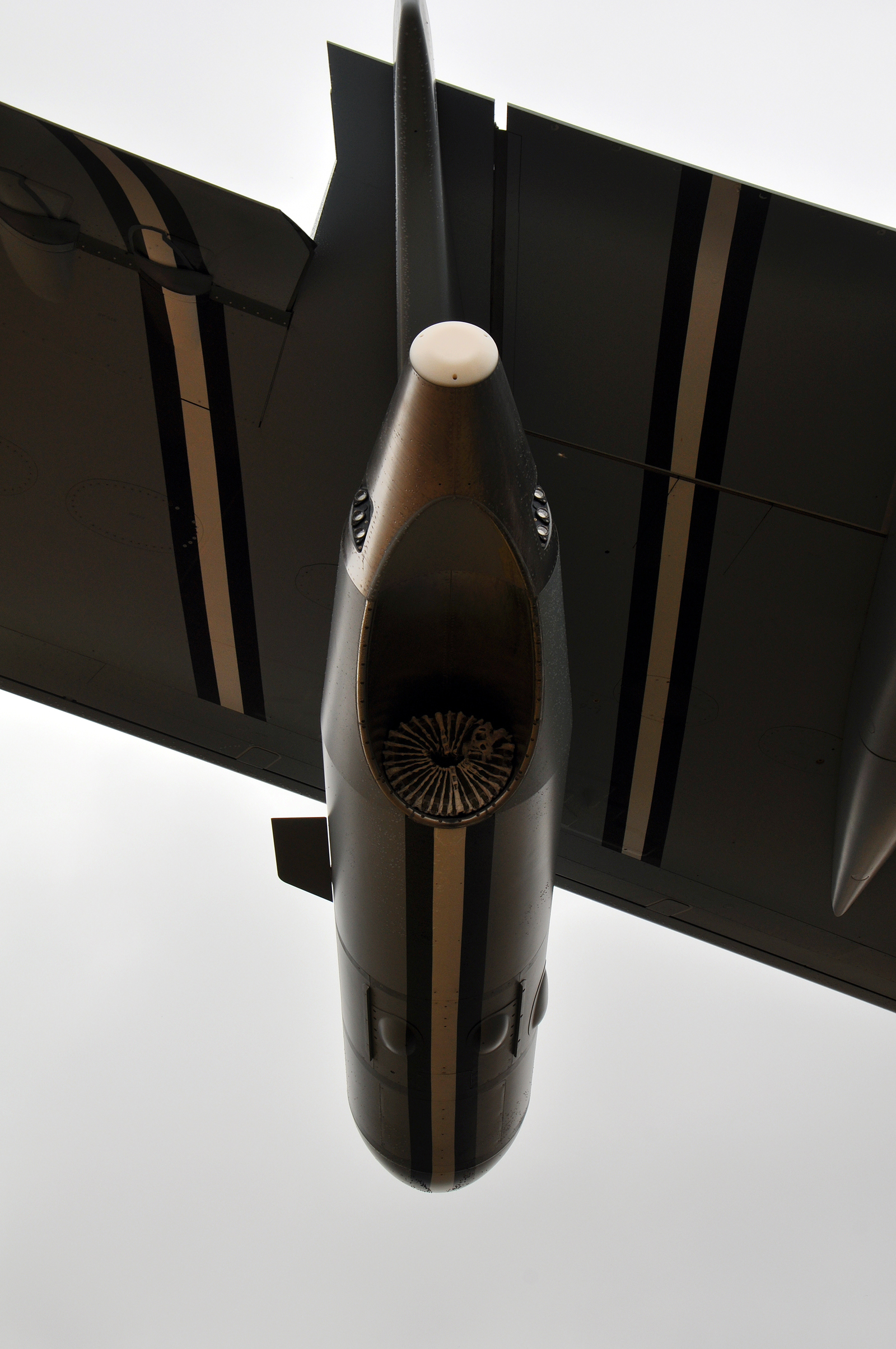
A330 MRTTの空中受油ポッド
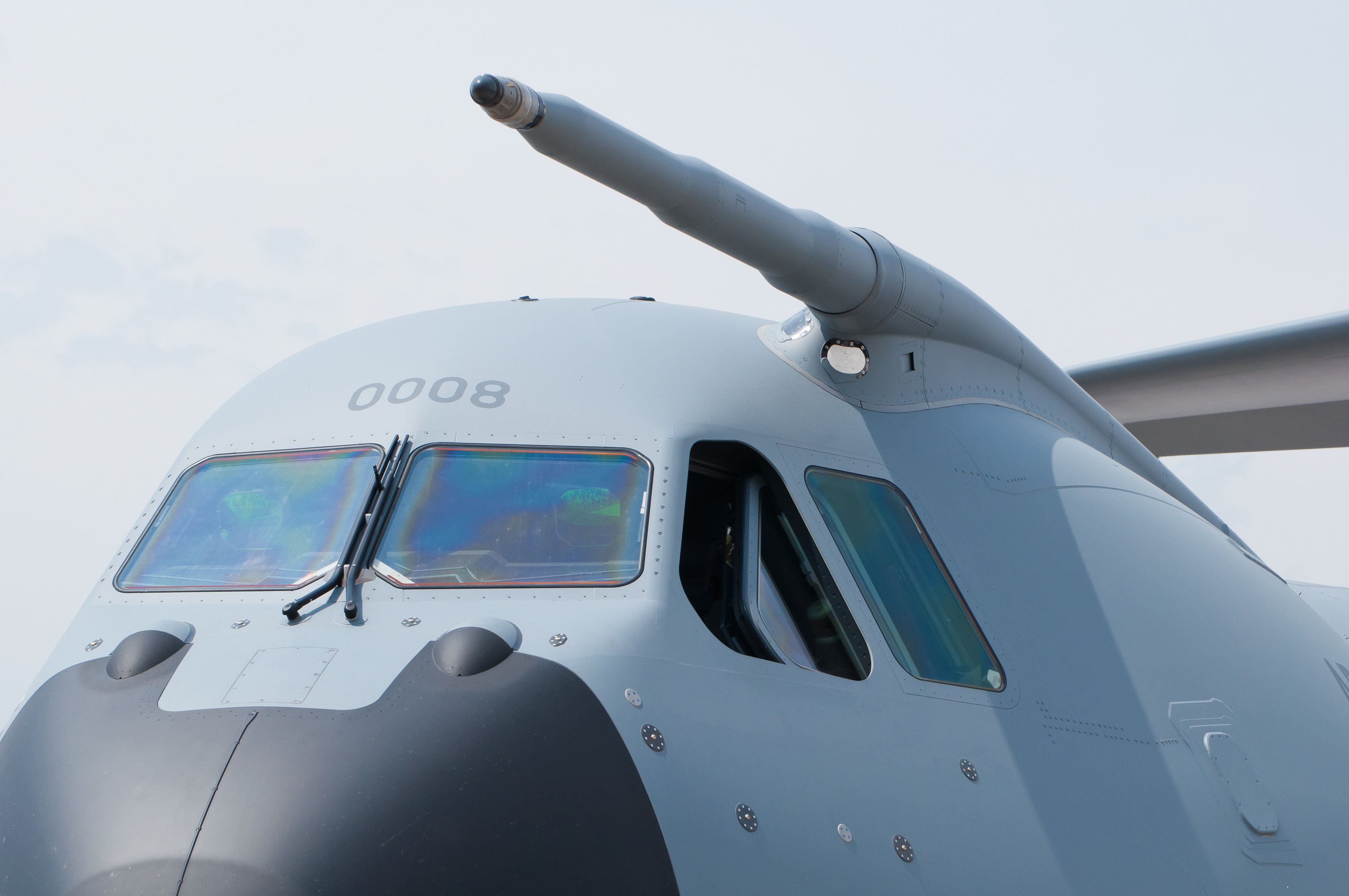
A400Mの空中受油プローブ

### ループドホース方式

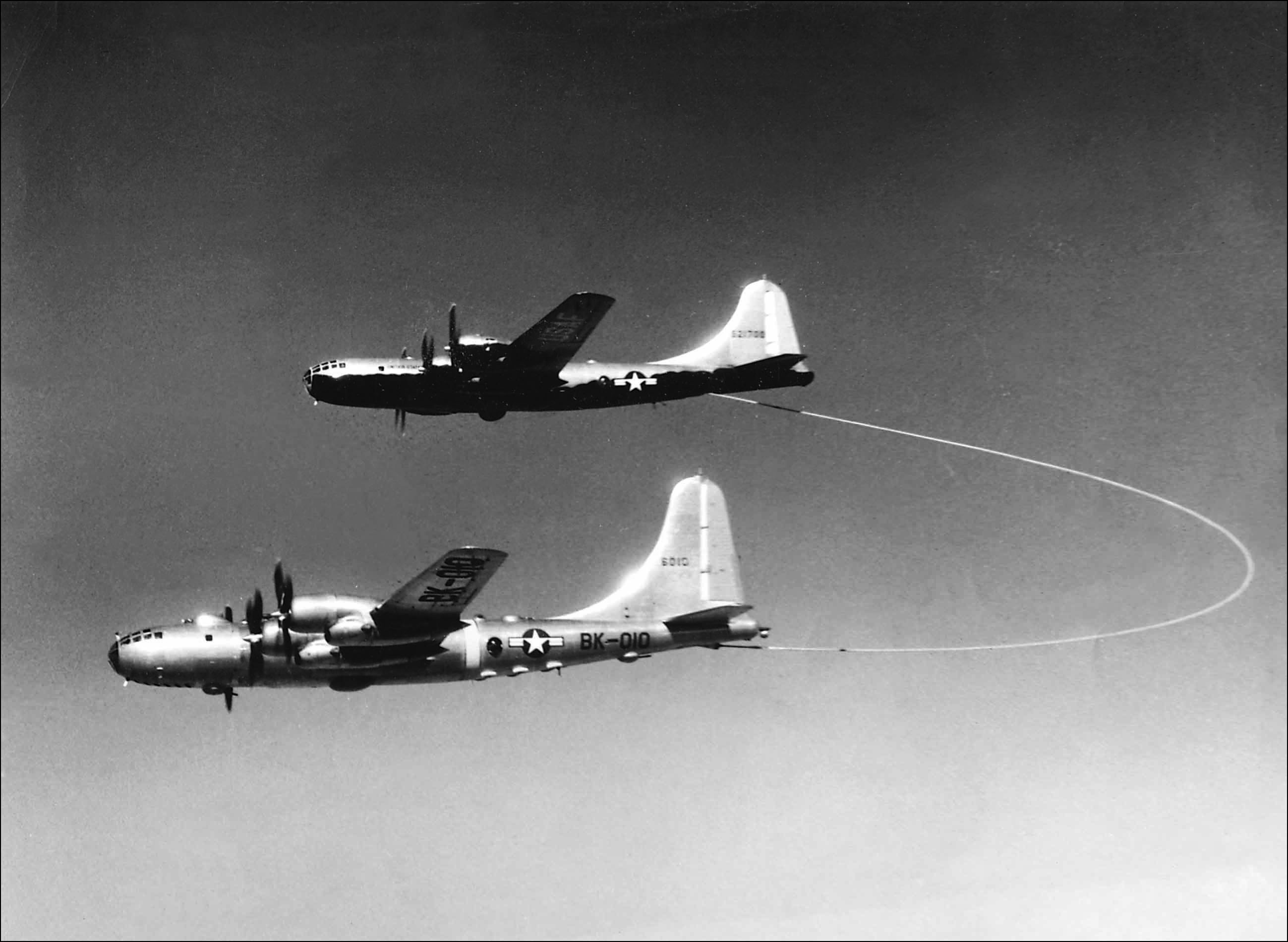
ループドホース方式
B-50「ラッキーレディ・ツー」への給油

受油機が垂らしたケーブルを給油機が捉え、これを給油ホースに接続したのち、受油機がこれを巻き戻して給油ホースをたぐり寄せて給油口に接続、給油機が高度を上げて、重力により燃料を補給するというものである。アラン・コブハムが考案した方式で、それまで行われていた、給油ホースそのものをパイロットが手でつかんで給油する方式と比べて安全性や簡便性は向上した。
1949年、アメリカ空軍のB-50戦略爆撃機「ラッキーレディ・ツー」による世界一周無着陸飛行を行った際には、B-29を改造した空中給油機KB-29により、本方式での空中給油を受けた。またソ連空軍でも、Tu-4およびTu-16爆撃機の一部で、本方式をもとに主翼端に送油・給油装置を取り付けた翼端式を採用した。
しかしその実施のために高度な機体操縦技術が求められたほか、受油機側にも関連装置の搭載が必要とされたため、やはりコブハムが考案した上記のプローブアンドドローグ方式が実用化されると、各国ともそちらに移行していった。

### 艦船から航空機への給油: HIFR
ヘリコプターでは、ホバリングできるという特性を活かして、洋上で飛行しながら艦船から給油を受けることも行われ、HIFR（Helicopter in-flight refueling）と称される。燃料補給のために着艦する時間を省くことができるほか、ヘリコプター甲板がない艦や、あっても他の艦載ヘリコプターによって使われている場合にも給油を受けることができる。米海軍では、非公式に「ハイ・ドリンク」と称される。
HIFRによる給油は、通常、艦尾甲板で行われる。実施時には、風向きは艦の針路に対して330－355度（左に30－35度）とし、相対速度は15－20ノットとする。機上ホイストでワイヤを下ろして給油ホースを引き上げ、機内の給油口に接続する。燃料は艦船側から圧送されるので、手違いで燃料が艦上に振りそそぐことがないよう、給油そのものは艦尾甲板上では行わないことになっており、接続完了後、ヘリコプターは艦の左舷外側の洋上に移動したうえで給油を受ける。送油ポンプの能力から、ホバリング高度は9メートル以下が推奨される。

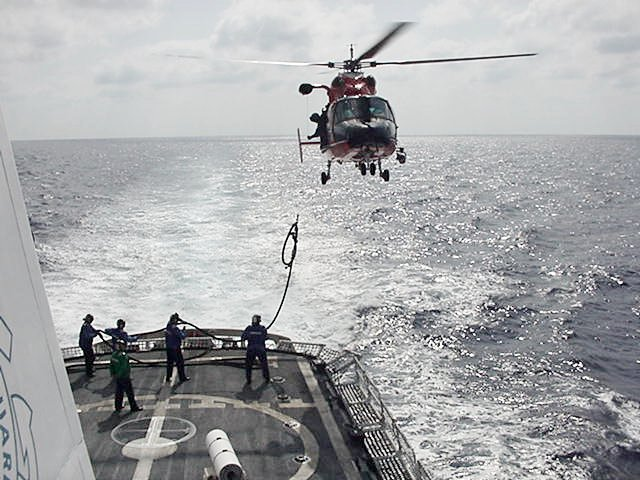
燃料ホースを船から引き上げるアメリカ沿岸警備隊のヘリ
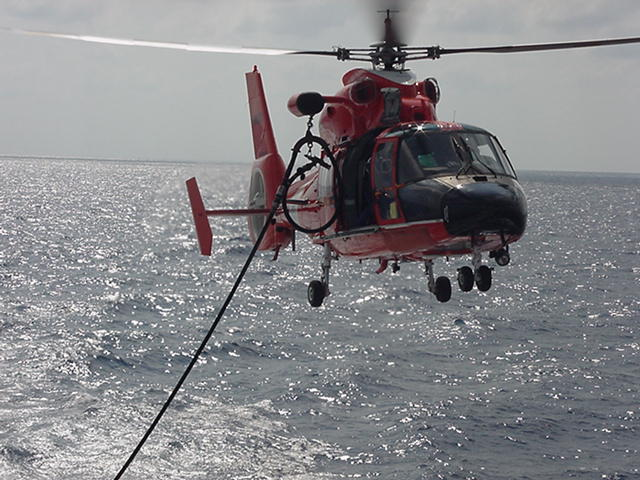
ホースを機に接続し給油を行う